# Матеріали для пірсингу
Сучасний пірсинг використовує різноманітний набір матеріалів. Деякі можуть викликати алергічну реакцію або відторгнення. В країнах, які входять в ЄС, діють правові норми, що визначають ряд матеріалів, які можуть бути використані для виготовлення пірсингу. 

## Метали

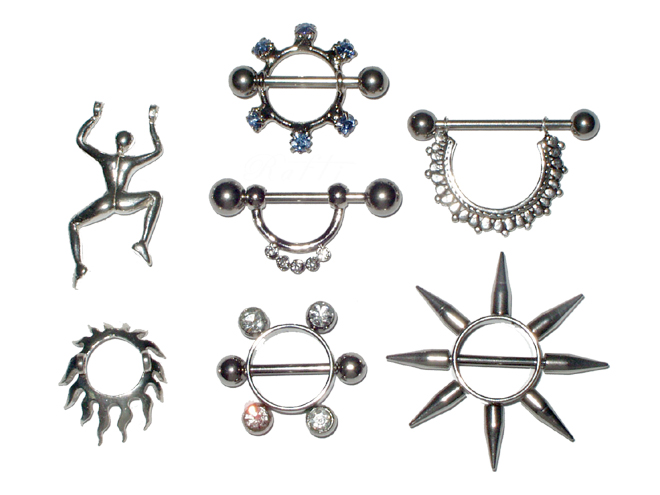

Прикраси з будь-якого металу повинні бути добре відполіровані. Поверхня, що контактує з проколом, повинна бути абсолютно гладкою і не повинна мати ніяких сторонніх елементів, зокрема — пробірного клейма.

### Нержавіюча сталь
- Неіржавна сталь, сталеві сплави з легуючими добавками (кобальту, хрому, молібдену), що володіють задовільною біосумісністю.
- Не підходить для первинного пірсингу, так як містить нікель або залізо, які можуть викликати металлоз, алергію і запалення.
- Неіржавну сталь сталь часто помилково називають «хірургічною», що часто не відповідає дійсності.

### Імплантаційна сталь
- Сталь стандарту ASTM F-138. Використовується в протезуванні та ортопедії.
- У магазинах пірсингу зустрічається вкрай рідко. Можна використовувати для первинного пірсингу..

### Титан
- Для пірсингу підходить ASTM F-67 (чистий титан) і ASTM F-136 (сплав титан-алюміній-ванадій).
- Має високу біосумісність, тому прикраси з титану можна використовувати для первинного пірсингу.
- Крім того, титану можна надавати різні кольори за допомогою анодування — цей процес не впливає на якість прикрас і безпечний для організму.

### Ніобій
- У чистому вигляді в природі не зустрічається, видобувається з руд.
- Очищений і оброблений ніобій (99,9 %) є гіпоалергенним металом. Як і титан, можна використовувати для первинного пірсингу. Забарвлюється анодуванням.
- Однак, при поганому очищенні ніобій є токсичним і небезпечним для організму.

### Бронза
- Бронза, як збірна група сплавів на основі міді, при покупці такої прикраси необхідно переконатися, що в ньому немає домішок цинку, миш'яка чи свинцю.
- У місцях носіння бронзової прикраси шкіра може знебарвлюватися.
- Не можна використовувати для первинного пірсингу.

### Срібло
- Прикраси з срібла не можна встановлювати в свіжі проколи, місця з сильним потовиділенням, воно не повинно контактувати зі слизовими оболонками (ніс, язик і т. д.).
- Срібло при контакті з біологічними рідинами починає окислюватися, що може привести до знебарвлення шкіри навколо проколу, алергії і отруєння.
- Вироби з срібла — одна з найчастіших причин виникнення алергії на нікель, так як він міститься в деяких сплавах.

### Золото
- Використання золотих прикрас з домішками нікелю і пробою нижче ніж 14 карат не рекомендується.
- Прикраси високої якості виробляють лише з паладіевого золота 14 або 18 карат. Найбільш поширена проба для прикрас — 14 карат (584 проба). Стійка структура і легкоплавкість дозволяють виготовляти вироби в найрізноманітніших формах. Великі прикраси з проби 18 карат (750 проба) роблять рідко, так як після тривалого носіння вони можуть деформуватися.
- Для первинного пірсингу можна використовувати тільки паладієве золото.

## Скло

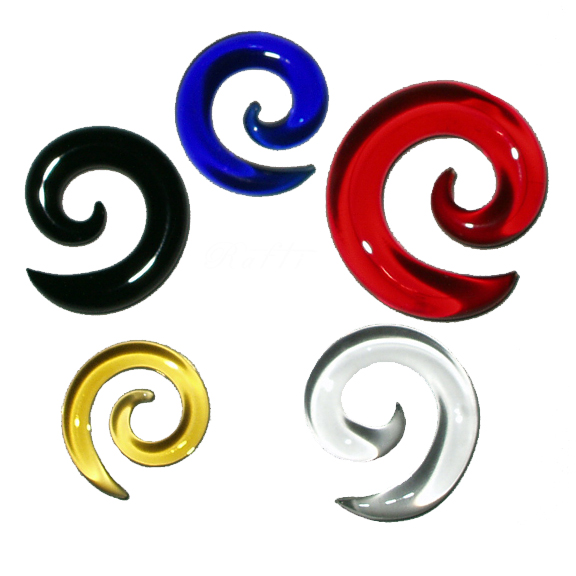
Спіралі зі скла

- При належній обробці скло може бути дуже зручним матеріалом для пірсингу. Воно жорстке та безпечне для організму. Зі скла роблять тунелі, плаги, спіралі, прикраси для септума.

## Полімери

### Політетрафторетилен
Політетрафторетилен або тефлон — легкий, гнучкий, безпечний для людини, немагнітний матеріал. Випускається у вигляді штанг, плаг. Може використовуватися для первинного пірсингу.

### Органічне скло
Органічне скло, інша назва акрил, часто використовують для розтягування проколів, оскільки воно дуже гладке. Не рекомендується довго носити прикраси з акрилу, так як полімер може викликати алергію. Матеріал інертний і підходить для пірсингу, але через неможливість обробити його в автоклаві, не використовується для первинного пірсингу.

### Біопластмаса
Пластикові гіпоалергенні прикраси, трохи твердіше тефлону. Випускається у вигляді штанг, лабрета, бананів, підков. Можна автоклавувати і використовувати для первинного пірсингу.

### Полімерна глина
Полімерна глина або пластика — матеріал для ліплення, що застигає на повітрі або при нагріванні. З пластики часто роблять кульки, тунелі, плаги і спіралі ручної роботи. Цей матеріал не можна обробляти в автоклаві.

## Дорогоцінне каміння
Зазвичай з дорогоцінного каміння роблять вставки для прикрас. Деякі камені, при безпосередньому контакті зі шкірою, можуть негативно впливати на організм, так як містять токсичні матеріали.

## Натуральні матеріали

### Дерево
Дерево найчастіше використовується в Плага і тунелях, особливо у виробах ручної роботи. Воно добре тримає тепло і дуже легке. Оскільки дерево має пористу структуру — його не можна повністю стерилізувати, тому контакт з незагоєними ділянками не рекомендується.

### Бурштин
Тваринний матеріал